# Torre de Bujaco

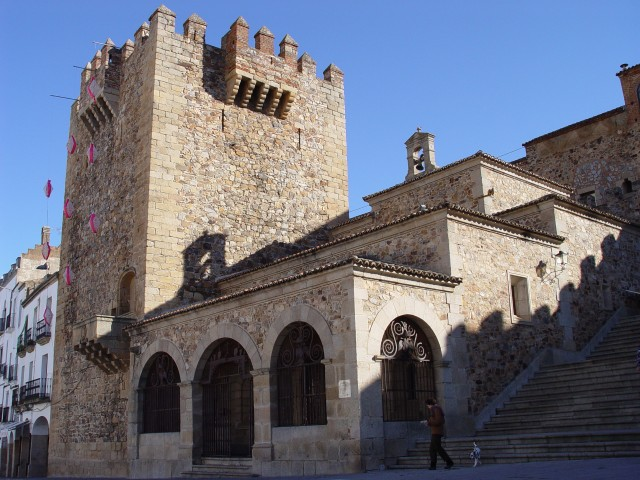
Vista lateral de la torre de Bujaco, con la ermita de la Paz a la derecha.

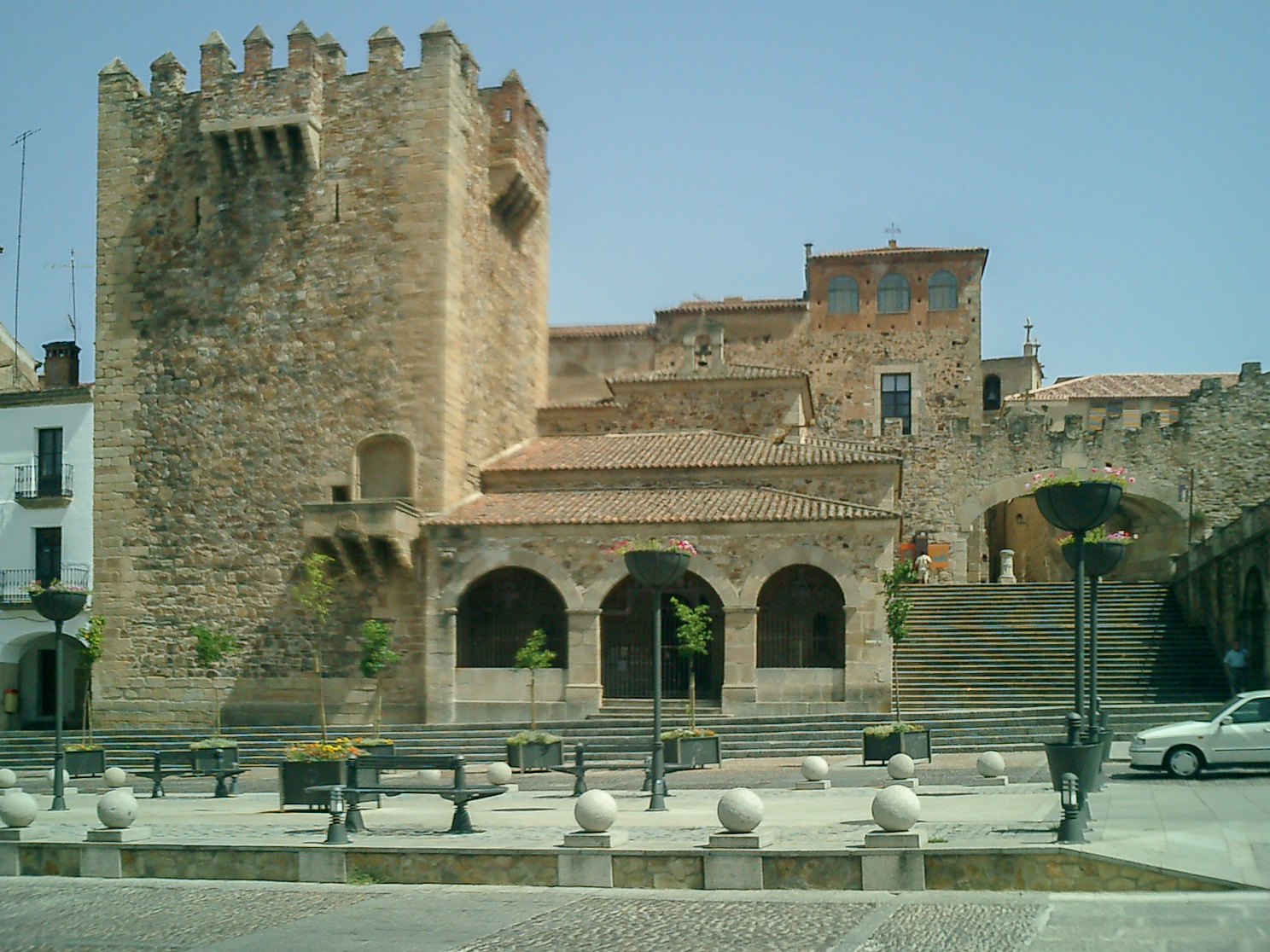
Vista frontal.

Emblema de Cáceres y construcción más llamativa en la plaza Mayor, la torre de Bujaco se encuentra protegiendo el flanco noroeste de la ciudad monumental cacereña. El actual nombre de la torre es una denominación moderna, proveniente quizás del califa  Abu Ya'qub (Abu Jacob), constructor de la torre. De ahí se considera que le viene el nombre, aunque otros autores consideran más probable relacionarlo con la palabra buhaco, muñeco de paja y trapo de la zona, que se empleaba para referirse a la estatua del Genio Andrógino, colocada en la parte superior de la torre entre 1820 y 1962. 

## Descripción
Es una edificación genuinamente árabe de planta cuadrada erigida sobre sillares romanos reutilizados. Está construida esencialmente de mampostería, siendo reforzada con sillería en las esquinas. Al igual que otras muchas edificaciones militares del periodo almohade es una torre albarrana unida con la muralla por un potente arco de mampostería. Aparece rematada por una ringla de almenas, dos matacanes laterales y uno frontal, añadido muy posteriormente. En la cara occidental, orientado hacia la plaza Mayor, se encuentra el pequeño balcón de los Fueros, cuyo origen se remonta al siglo XVI y está decorada con ménsulas de volutas y un escudo de armas. La torre mide unos 10 m de lado por 25 de alto.

## Historia
Su construcción se remonta a la reedificación de la ciudad por los almohades en el siglo XII. Cuando las tropas cristianas sean capaces de tomar Cáceres por primera vez en 1169, utilizarán en su beneficio esta construcción, pero en poco tiempo será reconquistada por los musulmanes en la primavera de 1173. La torre de Bujaco será el último reducto defendido por los caballeros cristianos después de seis meses de asedio almohade. Ante semejante resistencia, el califa almohade mandó pasar a cuchillo a cuarenta Fratres cacereños, que defendían la torre del asedio. Este califa remodeló la torre tras reconquistar la ciudad.  

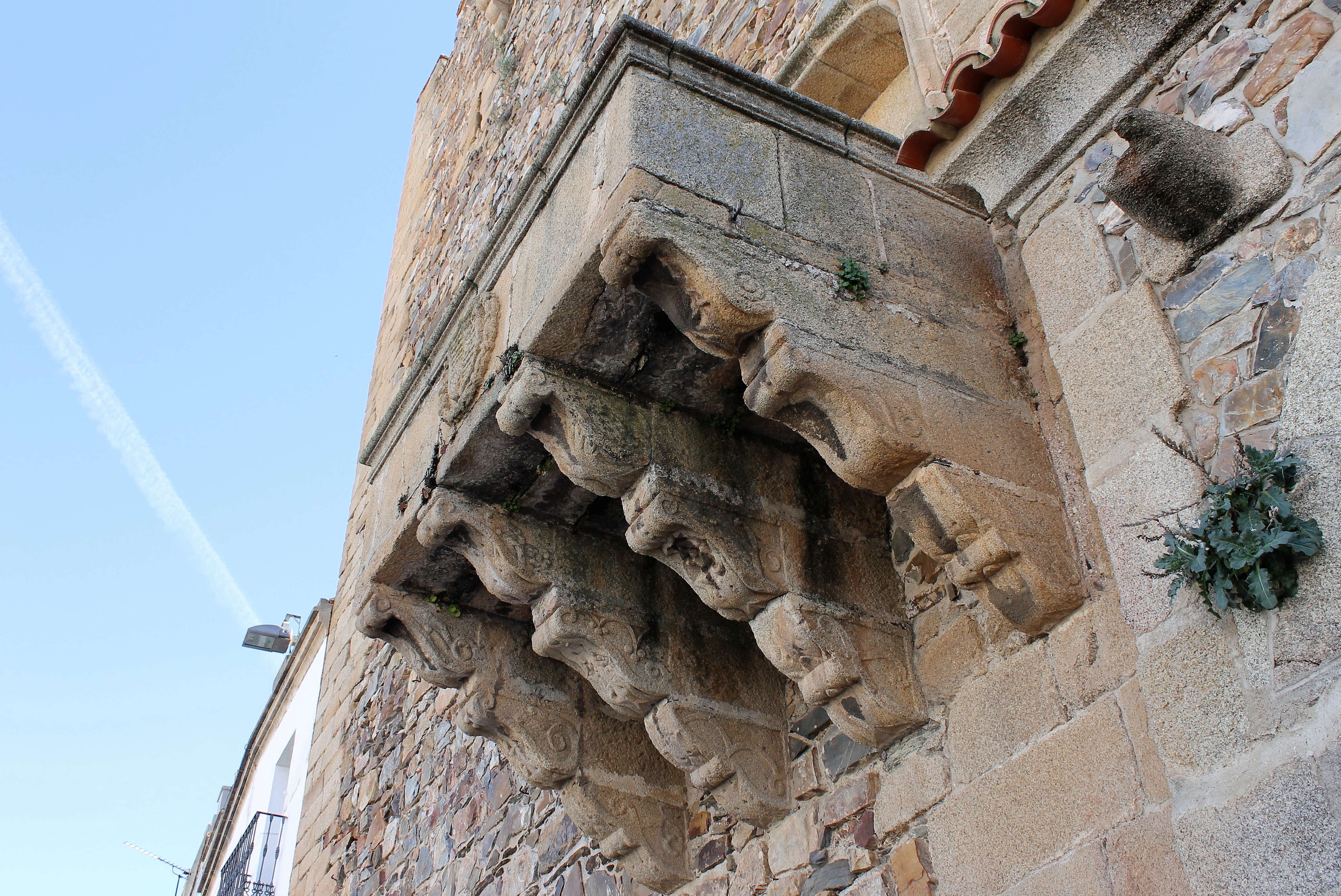
Balcón inferior añadido en el.

La torre ha sufrido remodelaciones a lo largo del tiempo. Entre 1672 y 1791 albergaba el reloj del ayuntamiento, y por esta razón también fue conocida como la torre del Reloj. A finales de siglo ese reloj sería trasladado a la torre de San Mateo, instalándose posteriormente otro en Bujaco hasta mediados de siglo XX. En 1820 se construiría un pequeño templete en el almenar de la torre albergando el Genio Andrógino de la ciudad. Solo en 1963 se iniciaría el desmoche del templete y su traslado a su ubicación actual en el foro de los Balbos (la estatua original reside en el museo de las Veletas). En su lugar se añadió un nuevo matacán, a semejanza de los matacanes ubicados en los laterales, e igualmente, se procedió a eliminar el encalado de la torre y dejar así a la vista su obra en mampostería. Esa última remodelación le dio un aire más medievalizante, típico en las reformas que se acometieron en Cáceres por entonces. 
En el siglo XXI, la torre se ha recuperado para su uso público y está abierta al turismo. Actualmente alberga un centro de interpretación, de obligada visita para el turista, y se permite la contemplación de buena parte de la ciudad monumental desde lo alto del almenar.